# Gottschalk Diedrich Baedeker
Gottschalk Diedrich Baedeker ou Gottschalk Diederich Baedeker, né le 13 juillet 1778 à Essen et mort le 23 mars 1841 à Essen, est un éditeur et libraire allemand, fondateur de la maison d'édition G. D. Baedeker Verlag.

## Biographie
Au XVIIIe siècle, des membres de la famille Baedeker fondent les premiers journaux et maisons d'édition à Essen et Dortmund. Gottschalk Diederich Baedeker est le fils de l'imprimeur de la Cour Zacharias Gerhard Diederich Baedeker (1775-1800). Il fréquente le Gymnasium d'Essen (Burggymnasium) et le Gymnasium académique de Dortmund.
En 1798, à l'âge de 20 ans, il prend la direction de l'imprimerie Wohlleben de son père, héritée de la veuve de Johann Christian Theodor Wohlleben qu'il a épousée. Gottschalk Diedrich reprend également l'édition du journal de son père, car son père est en mauvaise santé. Il publie les Allgemeinen Politischen Nachrichten (Nouvelles politiques générales). En 1803, Baedeker acquiert la Helwingsche Universitätsbuchhandlung Duisburg et fonde sa société sous le nom de Baedeker Kürzel in Duisburg und Essen, devenue en 1816 la maison d'édition Baedeker. Ce faisant, il accorde une attention particulière au commerce du livre et vend des publications pédagogiques, des abécédaires, des livres scolaires et des livres de cantiques.
De 1808 à 1813, il est contre sa volonté conseiller municipal sur ordre des autorités françaises et en 1813 nommé capitaine de la garde.
Il occupe ensuite la fonction de conseil municipal d'Essen jusqu'en 1839 et est également membre du conseil d'administration du Burggymnasium à partir de 1824. Il y reste jusqu'à sa mort en tant que comptable honoraire.
En 1817, Baedeker acquiert une maison (aujourd'hui la Baedekerhaus) de l'ancienne abbaye d'Essen, du nom de Von-Harrach'sche Kurie. Une plaque lui rend hommage depuis 1928.
G. D. Baedeker épouse en 1800 Marianne Gehra (1781-1847) dont il a huit enfants. Les premiers successeurs de la société Gottschalk Diederich Baedeker sont ses plus jeunes fils Eduard (1817-1879) et Julius Baedeker (de) (1821-1898). Le fils aîné, Karl Baedeker, fonde la maison d'édition Karl Baedeker et publie plus tard  le célèbre guide Baedeker.
Gottschalk Diederich Baedeker est enterré au cimetière de la porte de Kettwig (de). Lorsqu'elle doit être abandonnée en 1955, sa tombe est transférée au cimetière de l'Est d'Essen.